# Simone de Montmollin

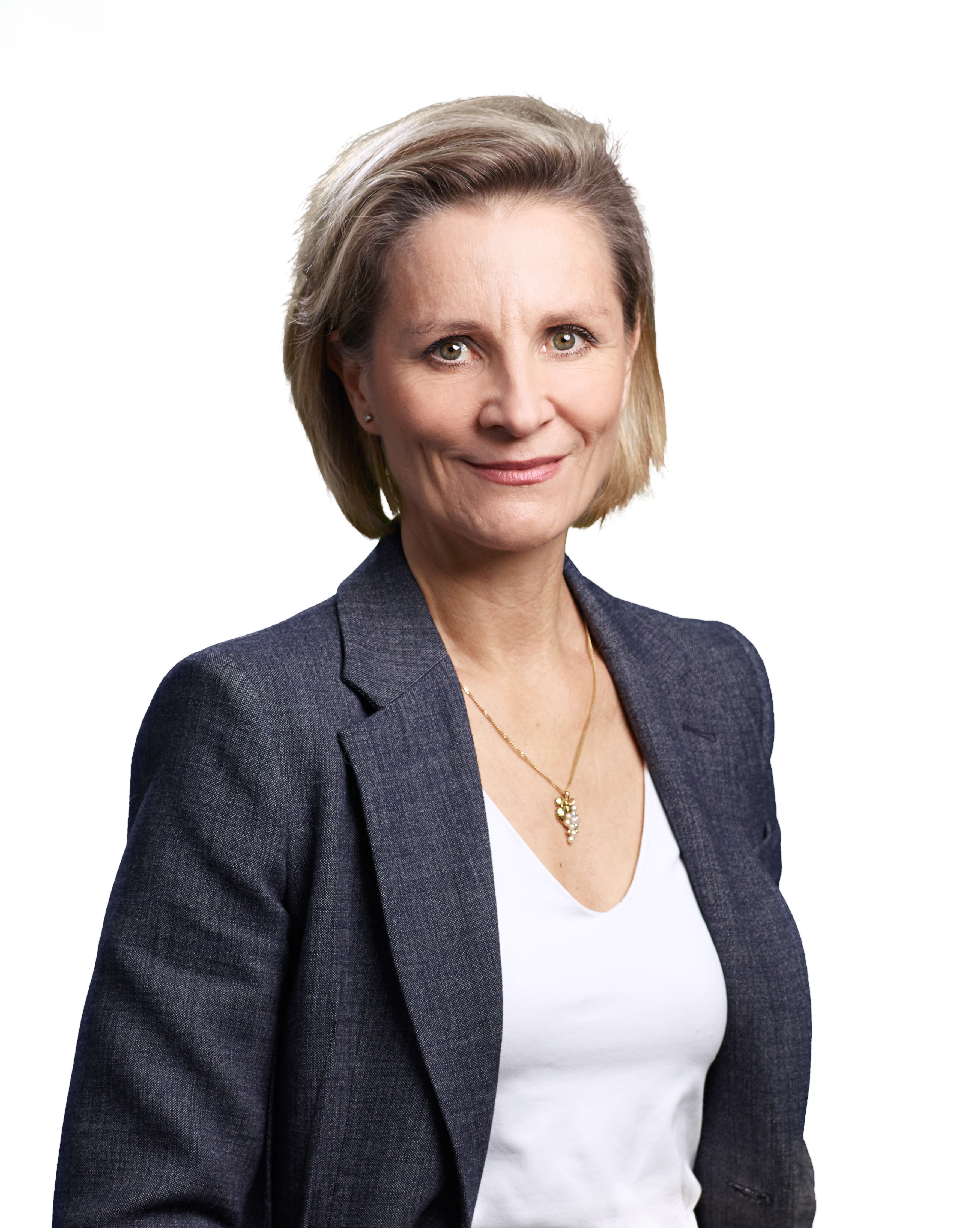
Simone de Montmollin (2023)

Simone de Montmollin (* 20. Juli 1968 als Simone Götz in Lausanne) ist eine Schweizer Önologin sowie Politikerin (FDP) und seit 2019 Nationalrätin.

## Leben
Simone de Montmollin wuchs in Mies auf. Sie studierte Betriebswirtschaftslehre und Management im medizinischen Bereich und gründete anschliessend ein Kommunikationsunternehmen.
Im Jahr 1996 wechselte sie ihren Schwerpunkt auf Wein und schloss 2002 ein Studium der Önologie an der Fachhochschule Changins ab. Im Jahr 2003 übernahm sie die Redaktion der dortigen Absolventenzeitschrift Objectif. Von 2003 bis 2019 war sie Leiterin der Schweizerischen Önologenunion (USOE) und von 2014 bis 2017 als Kommunikationsspezialistin in der Abteilung Unternehmenskommunikation von Agroscope, der Schweizerischen Bundesanstalt für landwirtschaftliche Forschung, tätig. Sie war zudem Vorsitzende des Organisationskomitees des 42. Weltkongresses der Internationalen Organisation für Rebe und Wein, der 2019 in Genf stattfand. Sie ist Mitglied des Verwaltungsrats der Schweizer Zucker AG.
Die schweizerisch-deutsche Doppelbürgerin ist verheiratet und hat zwei Töchter.

## Politische Karriere
Im Jahr 2008 wurde sie als unabhängige liberale Kandidatin in die Genfer verfassunggebende Versammlung gewählt. Sie war Teil der staatspolitischen Kommission und arbeitete erfolgreich an der Einführung eines Verfassungsartikels zur Landwirtschaft.
Im Jahr 2013 wurde sie mit 19'311 Stimmen für die FDP in den Grossen Rat des Kantons Genf gewählt. Sie war Mitglied der Ausschüsse für Umwelt und Landwirtschaft sowie für Management. Im Jahr 2018 wurde sie mit 21'682 Stimmen wiedergewählt und erzielte damit das fünftbeste Ergebnis im Kanton Genf.
Im Jahr 2019 kandidierte Simone de Montmollin für die Wahlen zum Nationalrat und wurde mit 32'402 Stimmen, dem zweitbesten Ergebnis im Kanton Genf, gewählt. Sie wurde am 2. Dezember 2019 als Nationalrätin vereidigt. Bei den Wahlen 2023 wurde sie im Amt bestätigt. 

## Belege
1. ↑  Isabel Jan-Hess: Simone de Montmollin, l’éloge des femmes et du vin. In: Tribune de Genève. 7. Juli 2016, abgerufen am 18. Dezember 2019.
2. ↑  Marc Bretton: Le gratin du vin mondial se réunit ce mois à Genève. In: Tribune de Genève. 19. Juli 2019, abgerufen am 18. Dezember 2019.
3. ↑  Organisation der Schweizer Zucker AG. Abgerufen am 19. November 2024.
4. ↑  Laure Lugon: Simone de Montmollin, la terre sans les terres. In: Le Temps. 2. Dezember 2019, abgerufen am 18. Dezember 2019 (aktualisiert am 17. März 2020).
5. ↑  Politique. Mandats électifs et activités politiques. Website von Simone de Montmollin, abgerufen am 18. Dezember 2019.
6. ↑  Résultats de l’élection du 6 octobre 2013. Website des Kantons Genf, abgerufen am 18. Dezember 2019.
7. ↑  Portrait de la députée Simone De Montmollin. Centre de liaison des associations féminines genevoises (CLAFG), 3. März 2015, archiviert vom Original (nicht mehr online verfügbar) am 21. Februar 2022; abgerufen am 18. Dezember 2019.
8. ↑  Élection du Grand Conseil du 15 avril 2018. Résultats par candidats. Website des Kantons Genf, abgerufen am 18. Dezember 2019.
9. ↑  Élection du Conseil national du 20 octobre 2019. Résultats par candidats. Website des Kantons Genf, abgerufen am 18. Dezember 2019.
10. ↑  Simone de Montmollin auf der Website der Bundesversammlung(Eingereichte Vorstösse), abgerufen am 18. Dezember 2019.

| Personendaten    | Personendaten               |
| ---------------- | --------------------------- |
| NAME             | Montmollin, Simone de       |
| ALTERNATIVNAMEN  | Götz, Simone (Geburtsname)  |
| KURZBESCHREIBUNG | Schweizer Politikerin (FDP) |
| GEBURTSDATUM     | 20. Juli 1968               |
| GEBURTSORT       | Lausanne                    |